# Szent Cecília-torony
A  Szent Cecília-torony  (máltaiul:  It-Torri ta' Santa Ċeċilja vagy ta' Santa Ċilja ) kis őrtorony Għajnsielemben, Gozo szigetén, Máltán. 1613-ban építtette Fra Bernardo Macedonia a Jeruzsálemi Szent János Ispotályos Lovagrend tüzérségi parancsnoka, hogy megvédhesse a helyi lakosokat a portyázó kalózoktól. 
Nevét a közeli Szent Cecília-kápolnáról kapta, amely Gozo legrégebbi kápolnája és egyben a torony melléképülete.
A Szent Cecília-torony elhelyezkedése révén része lett a lovagrend védelmi rendszerének, menedékként és „közvetítő” állomásként működött. A  Wignacourt, Lascaris és a De Redín nagymesterek által építtetett tornyok mintájára füst és fényjelekkel kommunikált a többi erődítménnyel. Látótávolságában a Mġarr ix-Xini torony, a Szűz Mária-torony, és a Ramla-öböl védművei állnak.
Építészetileg egyedi kialakítású: téglalap alaprajzú épület, sima, egyenes falakkal, kisméretű ablakokkal vízköpőkkel és visszafogott tetődekorációval. 
A torony építése óta magántulajdonban van. 1997-ben, miután bekerült a szigetek kulturális javainak nemzeti jegyzékébe a máltai kormány megkísérelte kisajátítani a tornyot és a kápolnát, de a döntést a kártérítési viták miatt nem hajtották végre. A torony jó állapotban van, továbbra is magánlakásként szolgál.

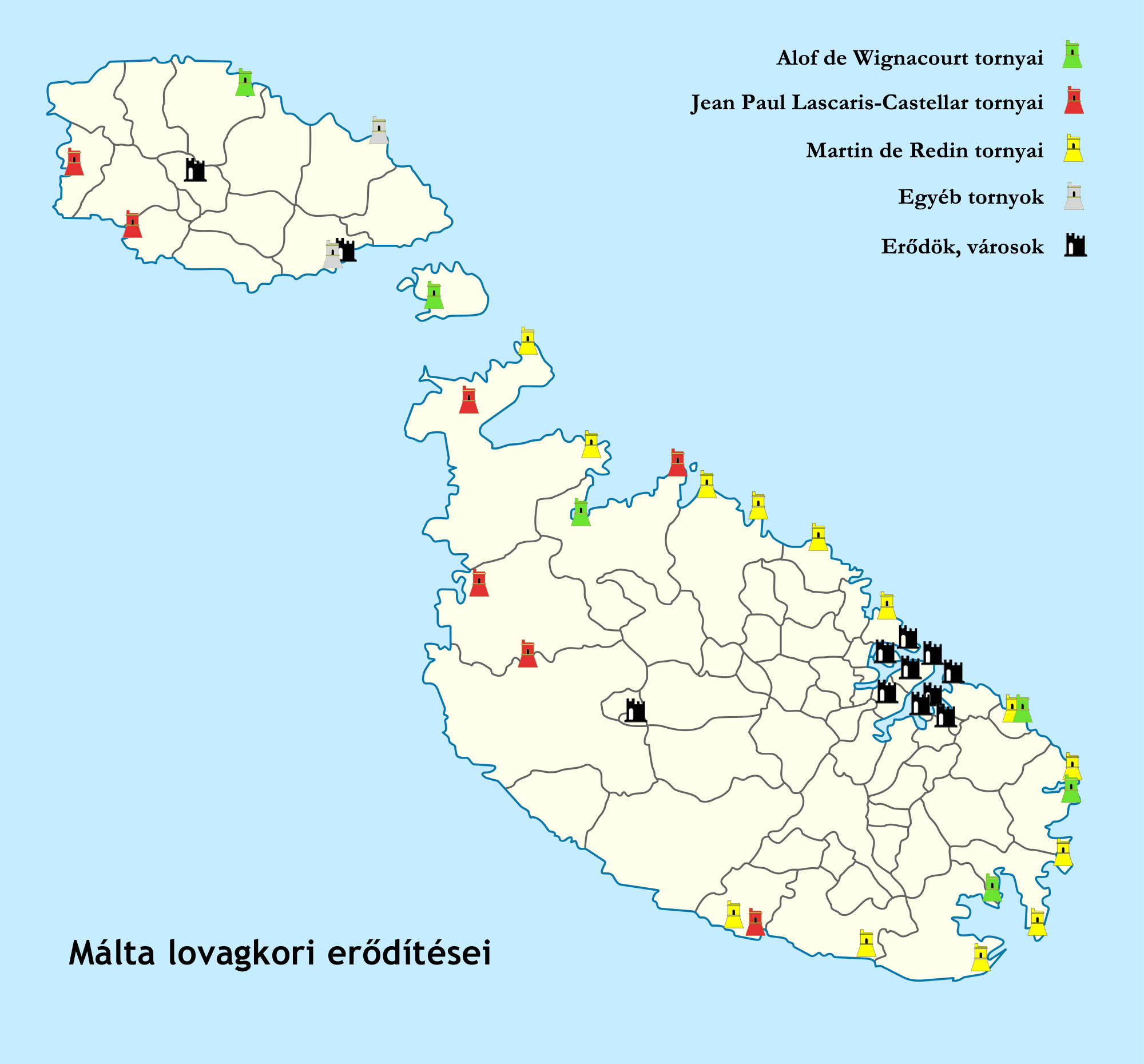
Málta 1530–1798 között épült partvédelmi rendszere
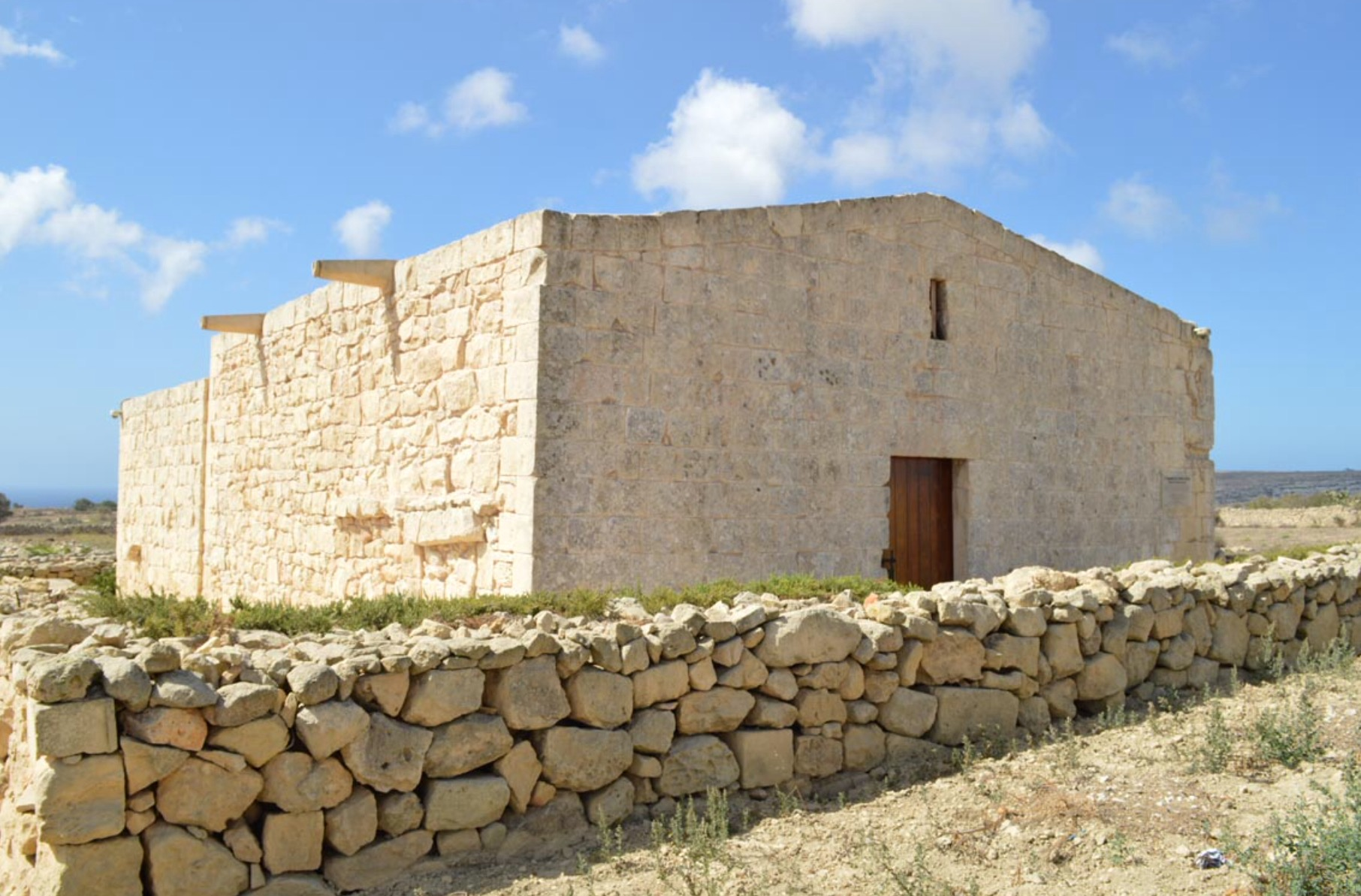
A Szent Cecília-kápolna – ma a Wirt Għawdex örökségvédő szervezet gondozásában áll
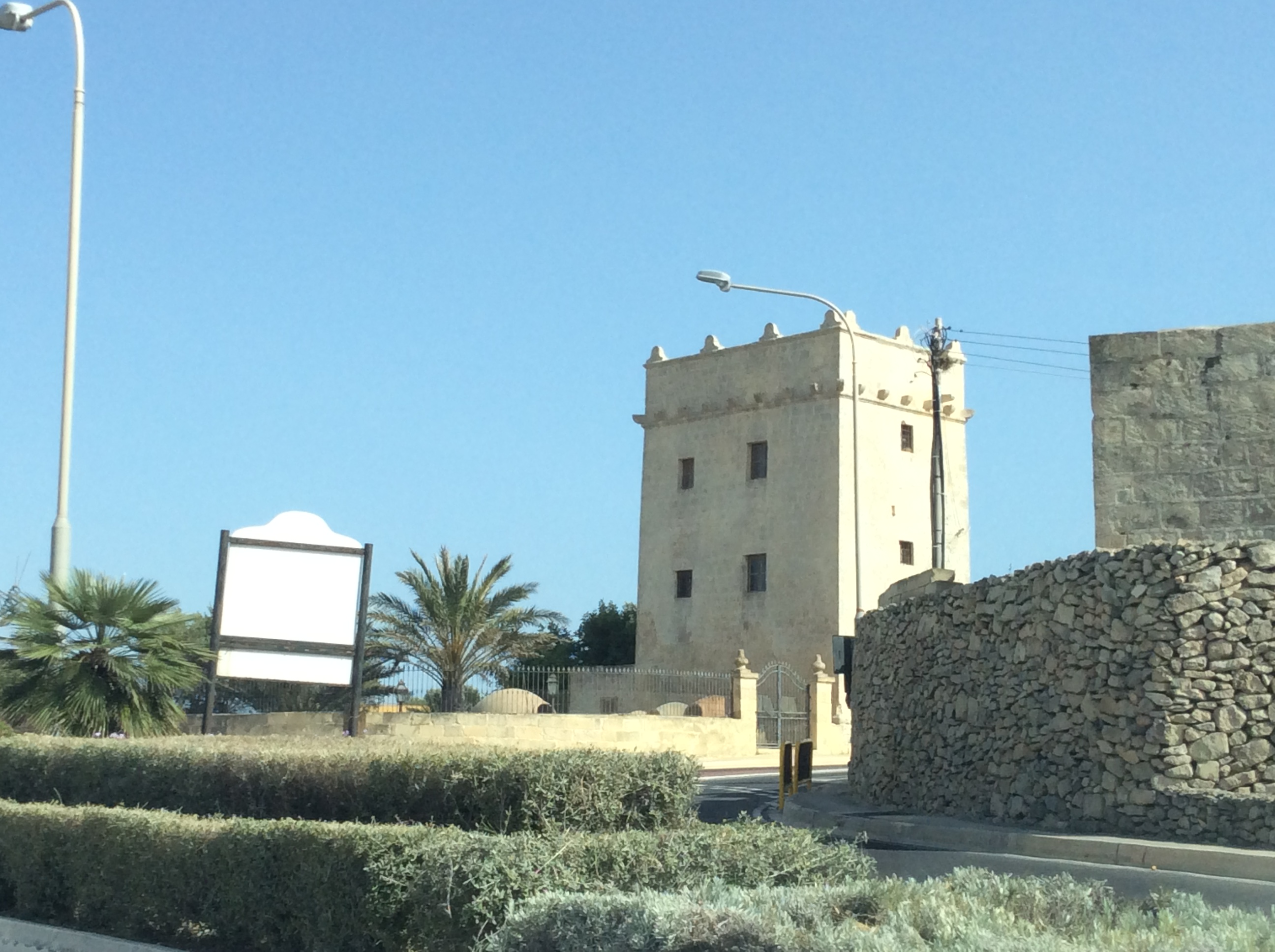
A Szent Cecília-torony

## Fordítás
Ez a szócikk részben vagy egészben  a   Santa Cecilia Tower című angol Wikipédia-szócikk fordításán alapul.  Az eredeti cikk szerkesztőit annak laptörténete sorolja fel. Ez a jelzés csupán a megfogalmazás eredetét és a szerzői jogokat jelzi, nem szolgál a cikkben szereplő információk forrásmegjelöléseként.

## Külső hivatkozások
- A máltai szigetek kulturális javainak nemzeti jegyzéke